# Збройні конфлікти в історії України
Перелік збройних конфліктів на території України у хронологічному порядку та розділених на періоди.
Легенда:
   перемога 
   поразка 
   інший результат — невирішений конфлікт, династична війна, громадянська війна, результат, невстановлений з різних поглядів
   конфлікт триває

## Скіфи
| Час                            | Конфлікт                                                              | I сторона        | II сторона          | Результат                                                                           |
| ------------------------------ | --------------------------------------------------------------------- | ---------------- | ------------------- | ----------------------------------------------------------------------------------- |
| 670-і роки до н.е.             | Похід скіфів в Ассирію                                                | Скіфське царство | Ассирія             | Перемога скіфів, укладення династичного шлюбу                                       |
| 630-і роки до н.е.             | Похід скіфів проти Мідії                                              | Скіфське царство | Мідія               | Перемога скіфів, накладення данини                                                  |
| 620-і роки до н.е.             | Похід скіфів до кордонів Єгипту                                       | Скіфське царство | Єгипет              | Фараон Псамметих І сплатив скіфам данину                                            |
| 614 рік до н.е.                | Похід скіфів на допомогу обложеній мідійцями Ніневії, столиці Ассирії | Скіфське царство | Мідія               | Відступ мідійців                                                                    |
| 613 рік до н.е.                | Воєнні дії скіфів проти Мідії                                         | Скіфське царство | Мідія               | Імовірно відбулося укладення скіфо-мідійського союзу проти Ассирії, падіння Ніневії |
| 514 або 513 рік до н.е.        | Скіфо-перська війна                                                   | Скіфське царство | Імперія Ахеменідів  | Перемога скіфів                                                                     |
| 331 або 325 роки до н.е.       | Скіфо-македонська війна                                               | Скіфське царство | Македонське царство | Перемога скіфів                                                                     |
| 114-113 і 112-111 роки до н.е. | Скіфо-понтійська війна                                                | Скіфське царство | Понтійське царство  | Перемога понтійців, знищення скіфської держави в Таврії                             |

## Анти
| Час         | Конфлікт                  | I сторона     | II сторона           | Результат                                              |
| ----------- | ------------------------- | ------------- | -------------------- | ------------------------------------------------------ |
| IV ст.      | Анто-готські війни        | Анти          | Готи                 | Поразка антів, підкорення гунами антів та готів        |
| VI ст.      | Балканські походи слов'ян | Анти Склавіни | Візантійська імперія | Повна слов'янизація північних Балкан                   |
| 568-VII ст. | Анто-аварські війни       | Анти          | Авари Кутригури      | Поразка антів, розпад антського політичного об'єднання |

## Куявія
| Час | Конфлікт                  | I сторона | II сторона           | Результат      |
| --- | ------------------------- | --------- | -------------------- | -------------- |
| 830 | Набіг русів на Пафлагонію | Руси      | Візантійська імперія | Перемога русів |
| 860 | Похід на Константинополь  | Руси      | Візантійська імперія | Поразка русів  |
| 867 | Похід на Константинополь  | Руси      | Візантійська імперія | Перемога русів |

## Київська Русь
| Час                     | Конфлікт | I сторона                                                                 | II сторона                                                                                               | Результат                                                                      |
| ----------------------- | --- | ------------------------------------------------------------------------- | --- | ------------------------------------------------------------------------------ |
| 907                     | Русько-візантійська війна                                                                                         | Київська Русь                                                             | Візантійська імперія                                                                                     | Перемога Русі                                                                  |
| 914                     | Битва на Волзі | Київська Русь                                                             | Хозари                                                                                                   | Поразка Русі                                                                   |
| 915                     | Похід печенігів на Русь                                                                                           | Київська Русь                                                             | Печеніги                                                                                                 | Мирний договір                                                                 |
| 920                     | Похід Ігоря I на печенігів                                                                                        | Київська Русь                                                             | Печеніги                                                                                                 | Перемога Русі                                                                  |
| 941-944 - 941 - 943     | Русько-візантійська війна - похід Ігоря I Старого на Константинополь - повторний похід Ігоря I на Константинополь | Київська Русь                                                             | Візантійська імперія                                                                                     | Мирний договір                                                                 |
| 945                     | Повстання древлян                                                                                                 | Київська Русь                                                             | Деревляни                                                                                                | Придушення повстання                                                           |
| 965                     | Похід Святослава I Хороброго на Волзьку Булгарію                                                                  | Київська Русь                                                             | Волзька Булгарія                                                                                         | Перемога Русі                                                                  |
| 965-968 - 965 - 968     | Походи Святослава I Хороброго на Хозарію - похід проти Саркелу - похід на Прикаспій                               | Київська Русь                                                             | Хозарський каганат                                                                                       | Приєднання до Русі                                                             |
| 967                     | Похід Святослава I Хороброго на Дунайську Болгарію                                                                | Київська Русь Візантійська імперія                                        | Перше Болгарське царство                                                                                 | Перемога Русі                                                                  |
| 968                     | Облога Києва | Київська Русь                                                             | Печеніги                                                                                                 | Перемога Русі                                                                  |
| 970-971 - 971           | Русько-візантійська війна - битва під Доростолом                                                                  | Київська Русь                                                             | Візантійська імперія                                                                                     | Поразка Русі                                                                   |
| 977                     | Міжусобна війна                                                                                                   | Ярополк I Святославич                                                     | Олег Святославич                                                                                         | Перемога Ярополка I                                                            |
| 980                     | Похід Володимира I Великого на Полоцьк                                                                            | Київська Русь                                                             | Полоцьке князівство                                                                                      | Підкорення Полоцька                                                            |
| 981-991                 | Відбиття Ітіла і Хазарана у Русі                                                                                  | Київська Русь Хорезм Огузи                                                | Хозарський Каганат Шивран                                                                                | Поразка Русі                                                                   |
| 981                     | Похід Володимира I Великого на в'ятичів                                                                           | Київська Русь                                                             | В'ятичі                                                                                                  | Підкорення в'ятичів                                                            |
| 981                     | Похід Русі на Червенські городи                                                                                   | Київська Русь                                                             | Civitas Schinesghe                                                                                       | Перемога Русі                                                                  |
| 983                     | Похід Володимира I Великого на ятвягів                                                                            | Київська Русь                                                             | Ятвяги                                                                                                   | Підкорення ятвягів                                                             |
| 985                     | Похід Володимира I Великого на Волзьку Булгарію                                                                   | Київська Русь                                                             | Волзька Булгарія                                                                                         | Мирний договір                                                                 |
| 987                     | Похід Володимира I Великого в Крим і облога Херсонесу                                                             | Київська Русь                                                             | Візантійська імперія                                                                                     | Захоплення Херсонесу та укладення союзу з Візантією                            |
| 993                     | Похід Володимира I Великого на білих хорватів                                                                     | Київська Русь                                                             | Білі хорвати                                                                                             | Підкорення білих хорватів                                                      |
| 1016 - 1016             | Міжусобна війна - битва під Любечем                                                                               | Святополк I Окаянний                                                      | Ярослав I Мудрий                                                                                         | Перемога Ярослава та проголошення його Великим князем Київським                |
| 1018 - 1018             | Польсько-руська війна - битва над Бугом                                                                           | Київська Русь                                                             | Civitas Schinesghe Святополк I Окаянний Священна Римська імперія Угорське королівство                    | Поразка військ Ярослава I Мудрого та заняття київського престолу Святополком I |
| 1022                    | Похід Ярослава I на Берестя                                                                                       | Київська Русь                                                             | Civitas Schinesghe                                                                                       | Поразка Русі                                                                   |
| 1024 - 1024             | Міжусобна війна - битва під Лиственом                                                                             | Київська Русь                                                             | Чернігівське князівство                                                                                  | Поразка Ярослава I Мудрого, перемога Мстислава I Хороброго                     |
| 1029                    | Похід Ярослава I на ясів на Північному Кавказі                                                                    | Київська Русь                                                             | Яси | Перемога Русі                                                                  |
| 1034-1047 - 1047        | Повстання язичників у Польщі - битва Казимира I з Мецлавом                                                        | Казимир I Відновитель Священна Римська імперія Київська Русь              | Язичники Мецлав                                                                                          | Перемога Казимира                                                              |
| 1043                    | Похід Володимира Ярославича на Константинополь                                                                    | Київська Русь                                                             | Візантійська імперія                                                                                     | Поразка Русі                                                                   |
| 1061                    | Похід половців на Русь                                                                                            | Київська Русь                                                             | Половці                                                                                                  | Розорено Переяславську землю                                                   |
| 1068 - 1068             | Русько-половецька війна - битва на Альті                                                                          | Київська Русь                                                             | Половці                                                                                                  | Поразка руських князів                                                         |
| 1068-1069               | Київське повстання                                                                                                | Ізяслав I                                                                 | Повстанці                                                                                                | Вигнання Ізяслава і запрошення на Київський престол Всеслава                   |
| 1069                    | Київський похід Болеслава II                                                                                      | Київська Русь                                                             | Королівство Польське Ізяслав I Ярославич                                                                 | Заняття Ізяславом Київського престолу                                          |
| 1074                    | Похід Болеслава II Сміливого на Русь                                                                              | Київська Русь                                                             | Королівство Польське                                                                                     | Поразка Русі                                                                   |
| 1076                    | Вторгнення Болеслава II Сміливого у Чехію                                                                         | Королівство Польське Київська Русь                                        | Чеське князівство                                                                                        | Перемога польсько-руських військ                                               |
| 1077                    | Похід Болеслава II Сміливого на Русь                                                                              | Київська Русь                                                             | Королівство Польське                                                                                     | Поразка Русі                                                                   |
| 1092                    | Вторгнення русів та половців у Польщу                                                                             | Київська Русь Половці                                                     | Королівство Польське                                                                                     | Перемога русько-половецьких військ                                             |
| 1092-1094 - 1093        | Русько-половецька війна - битва на Стугні                                                                         | Київська Русь                                                             | Половці                                                                                                  | Поразка Русі                                                                   |
| 1097-1100 - 1099 - 1099 | Міжусобна війна - битва на Рожному Полі - битва над Вягром                                                        | Київське князівство Волинське князівство Угорське королівство             | Перемиське князівство Теребовлянське князівство Чернігівське князівство Переяславське князівство Половці | Приєднання Волині до Київського князівства                                     |
| 1099                    | Похід Владислава I Германа на Галич                                                                               | Галицьке князівство                                                       | Королівство Польське                                                                                     | Перемога галичан                                                               |
| 1101                    | Вторгнення русів та половців у Польщу                                                                             | Київська Русь Половці                                                     | Королівство Польське                                                                                     | Перемога русько-половецьких військ                                             |
| 1103                    | Похід руських князів на половців                                                                                  | Київська Русь                                                             | Половці                                                                                                  | Перемога Русі                                                                  |
| 1103-1108               | Міжусобна війна у Польщі                                                                                          | Болеслав III Кривоустий Угорське королівство Київська Русь                | Збіґнєв Чеське князівство                                                                                | Перемога Болеслава                                                             |
| 1107                    | Похід руських князів на половців                                                                                  | Київська Русь                                                             | Половці                                                                                                  | Перемога Русі                                                                  |
| 1111                    | Похід руських князів на половців                                                                                  | Київська Русь                                                             | Половці                                                                                                  | Перемога Русі                                                                  |
| 1120                    | Вторгнення русів та половців у Польщу                                                                             | Київська Русь Половці                                                     | Королівство Польське                                                                                     | Перемога русько-половецьких військ                                             |
| 1121-1124 - 1124        | Міжусобна війна - битва під Вілічовем                                                                             | Київська Русь Королівство Польське Чеське князівство Угорське королівство | Галицьке князівство                                                                                      | Перемога русько-польських військ                                               |
| 1139-1142               | Русько-мазовецька війна                                                                                           | Київська Русь                                                             | Болеслав IV Кучерявий                                                                                    | Перемога Русі                                                                  |
| 1144-1146               | 2 русько-польські походи на Галич                                                                                 | Київська Русь Владислав II Вигнанець                                      | Галицьке князівство                                                                                      | Перемога русів та поляків                                                      |
| 1146                    | Повстання у Києві                                                                                                 | Ігор ІІ                                                                   | Повстанці                                                                                                | Вокняжіння Ізяслава II                                                         |
| 1146-1161               | Міжусобна війна за Київський престол                                                                              | Руські князі                                                              | Руські князі                                                                                             | Перехід трону від одного князя до іншого                                       |
| 1157                    | Повстання у Києві                                                                                                 | Київська Русь                                                             | Повстанці                                                                                                | Вокняжіння Ізяслава III                                                        |
| 1169                    | Похід Андрія Боголюбського на Київ                                                                                | Київське князівство                                                       | Андрій Боголюбський                                                                                      | Захоплення, пограбування та зруйнування Києва                                  |
| 1180                    | Війна дорогочино-брестського князя Василька за Берестя                                                            | Київська Русь                                                             | Дорогочинське князівство Казимир II Справедливий                                                         | Поразка Русі                                                                   |
| 1182-1183 - 1182        | Війна Казимира II Справедливого за Берестя - битва за Берестя                                                     | Київська Русь                                                             | Казимир II Справедливий                                                                                  | Поразка Русі                                                                   |
| 1187                    | Вторгнення русів у Малопольщу                                                                                     | Галицьке князівство                                                       | Казимир II Справедливий                                                                                  | Перемога русів                                                                 |
| 1189                    | Повстання у Галицькій землі проти угорських загарбників                                                           | Галицьке князівство Казимир II Справедливий                               | Угорське королівство                                                                                     | Перемога галичан                                                               |
| 1194                    | Вторгнення Казимира II на ятвігів - битва під Дорогочином                                                         | Київська Русь Ятвяги                                                      | Казимир II Справедливий                                                                                  | Поразка русів та ятвягів                                                       |
| 1195                    | Міжусобна війна в Польщі - битва над Мозгавою                                                                     | Лешко I Білий Роман Великий                                               | Мешко III Старий                                                                                         | Перемога Лешка                                                                 |

## Галицько-Волинське князівство
| Час                                                 | Конфлікт | I сторона                                                                                                  | II сторона                                                                       | Результат |
| --------------------------------------------------- | --- | --- | -------------------------------------------------------------------------------- | --- |
| 1199                                                | Похід Романа та Лешка I на Галичину | Роман Великий Лешко I Білий                                                                                | Галицьке князівство                                                              | Захоплення Галичини та утворення Галицько-Волинського князівства                                                         |
| 1201-1202                                           | Похід Романа на половців | Галицько-Волинське князівство                                                                              | Половці                                                                          | Перемога русів |
| 1203                                                | Міжусобна війна | Роман Великий                                                                                              | Рюрик II                                                                         | Захоплення і спалення Рюриком Києва                                                                                      |
| 1204                                                | Похід Романа на Київ | Роман Великий                                                                                              | Київське князівство                                                              | Перемога Романа, прийняття ним титулу Великого князя Київського                                                          |
| 1204                                                | Похід Романа на половців | Галицько-Волинське князівство                                                                              | Половці                                                                          | Перемога русів |
| 1205                                                | Похід Романа на Польщу - битва під Завихостом | Галицько-Волинське князівство                                                                              | Лешко I Білий Конрад I Мазовецький                                               | Поразка і смерть Романа                                                                                                  |
| 1206                                                | Війна за галицький престол | Галицько-Волинське князівство                                                                              | Володимир Ігорович Святослав Ігорович Роман Ігорович                             | Захоплення Володимиром, Святославом та Романом Ігоровичами галицького престолу                                           |
| 1207                                                | Похід Лешка I на Русь | Галицько-Волинське князівство                                                                              | Лешко I Білий Конрад I Мазовецький                                               | Поразка Русі |
| 1213                                                | Галицький похід Лешка Білого | Владислав Кормильчич                                                                                       | Лешко I Білий                                                                    | Поразка Русі |
| 1214                                                | Вторгнення польсько-угорських монархів у Галичину | Галицьке князівство                                                                                        | Лешко I Білий Андрій II                                                          | Розділ галицьких земель між поляками та угорцями                                                                         |
| 1219-1221 - 1221                                    | Повстання у Галицькій землі проти угорських загарбників - битва під Галичем                                                                                               | Мстислав Удатний                                                                                           | Андрій II Лешко I Білий                                                          | Перемога Мстислава |
| 1223-1245 - 1223 - 1240                             | Монгольська навала на Русь - битва на Калці - облога Києва | Галицько-Волинське князівство Київське князівство Чернігівське князівство Переяславське князівство Половці | Монгольська імперія                                                              | Поразка русів та союзників                                                                                               |
| 1228                                                | Міжусобна війна - облога Кам'янця | Волинське князівство Белзьке князівство                                                                    | Київське князівство Чернігівське князівство Пінське князівство                   | Перемога волинських військ                                                                                               |
| 1231-1238                                           | Русько-угорська війна за Галичину | Данило Галицький Василько Романович                                                                        | Угорське королівство                                                             | Перемога Данила |
| 1236-1237 - 1236                                    | Війна Галицько-Волинського князівства з Конрадом I Мазовецьким - битва під Червенем                                                                                       | Галицько-Волинське князівство                                                                              | Конрад I Мазовецький                                                             | Перемога галичан |
| 1238                                                | Похід Данила на хрестоносців - битва під Дорогочином | Галицько-Волинське князівство                                                                              | Добжинський Орден                                                                | Перемога Данила |
| 1245                                                | Русько-польська війна - битва під Ярославом | Галицько-Волинське князівство                                                                              | Краківське князівство Ростислав Михайлович Угорське королівство Мстислав Удатний | Перемога галицько-волинських військ                                                                                      |
| 1254                                                | Похід Данила на татар | Галицько-Волинське князівство                                                                              | Золота Орда                                                                      | Перемога Русі |
| 1258                                                | Похід русів на Литву | Василько Романович                                                                                         | Королівство Литви                                                                | Поразка русів |
| 1279                                                | Війна за Польську спадщину | Галицько-Волинське князівство Богемське королівство                                                        | Королівство Польське                                                             | Поразка військ Лева I |
| 1280                                                | Війна Галицької Русі з Польщею - битва під Гожлицями | Галицько-Волинське князівство                                                                              | Лешко II Чорний                                                                  | Поразка галичан |
| 1285                                                | Похід Лева на Угорщину | Галицько-Волинське князівство Золота Орда                                                                  | Угорське королівство                                                             | Поразка галицько-ординських військ                                                                                       |
| 1285-1287                                           | Походи Лева на Польщу | Галицько-Волинське князівство Велике князівство Литовське                                                  | Королівство Польське                                                             | Поразка галицько-литовських військ                                                                                       |
| 1289                                                | Міжусобна війна в Польщі | Владислав I Локетек Лев I Данилович                                                                        | Генрик IV Праведний                                                              | Перемога польсько-руської коаліції                                                                                       |
| 1321                                                | Русько-литовська війна - битва на річці Ірпінь | Київське князівство Волинське князівство                                                                   | Велике князівство Литовське                                                      | Поразка Русі |
| 1323                                                | Польсько-угорський похід на Русь | Галицько-Волинське князівство                                                                              | Королівство Польське Угорське королівство                                        | Поразка Русі |
| 1340-1392 - 1340 - 1340 - 1341 - 1350 - 1368 - 1376 | Війна за Галицько-Волинську спадщину - облога Львова - битва над Віслою - битва під Любліном - битва під Жуковим - вторгнення Литви у Мазовію - вторгнення Литви у Польщу | Галицько-Волинське князівство Велике князівство Литовське                                                  | Королівство Польське Мазовецьке князівство Угорське королівство                  | Поразка русько-литовських військ, підписання Островської угоди, за якою Галичина відійшла до Польщі, а Волинь — до Литви |

## Литовсько-Польський період
| Час                     | Конфлікт                                                           | I сторона | II сторона                                                                     | Результат                                                                            |
| ----------------------- | ------------------------------------------------------------------ | --- | ------------------------------------------------------------------------------ | ------------------------------------------------------------------------------------ |
| 1399                    | Литовсько-польсько-татарська війна - битва на Ворсклі              | Велике князівство Литовське Київське князівство Галицько-Волинське князівство Королівство Польське Тевтонський орден Молдовське князівство Князівство Волощина татари   | Золота Орда                                                                    | Поразка коаліції                                                                     |
| 1409-1411 - 1410        | Велика війна з Тевтонським орденом - битва під Грюнвальдем         | Королівство Польське Галицько-Волинське князівство Велике князівство Литовське                                                                                          | Тевтонський орден                                                              | Перемога польсько-литовсько-руської армії                                            |
| 1431-1434               | Бакотське повстання                                                | Українське селянство | Велике князівство Литовське Галицько-Волинське князівство Королівство Польське | Поразка повстанців                                                                   |
| 1432-1438 - 1432 - 1435 | Громадянська війна у ВКЛ - битва на Мурафі - битва під Вількомиром | Велике князівство Руське Руські князівства | Велике князівство Литовське Галицько-Волинське князівство Королівство Польське | Підпорядкування Великого князівство Руського Литві                                   |
| 1487-1494               | Московсько-литовська війна                                         | Велике князівство Литовське | Велике князівство Московське Кримське ханство                                  | Мирний договір                                                                       |
| 1490-1492               | Повстання Мухи                                                     | Українсько-молдовське селянство | Велике князівство Литовське Королівство Польське                               | Поразка повстанців                                                                   |
| 1500-1503 - 1500        | Московсько-литовська війна - битва над Ведрошею                    | Велике князівство Литовське | Велике князівство Московське                                                   | Поразка литовсько-руських військ                                                     |
| 1506                    | Литовсько-польська-татарська війна - битва під Клецьком            | Велике князівство Литовське Королівство Польське | Кримське ханство                                                               | Перемога литовсько-польсько-руських військ                                           |
| 1512                    | Литовсько-польська-татарська війна - битва під Лопушним            | Велике князівство Литовське Королівство Польське | Кримське ханство                                                               | Перемога литовсько-польсько-руських військ                                           |
| 1512-1522 - 1514        | Десятирічна війна - битва під Оршею                                | Велике князівство Литовське Королівство Польське | Велике князівство Московське                                                   | Поразка литовсько-польсько-руських військ                                            |
| 1519                    | Набіг татар на Поділля та Русь - битва під Сокалем                 | Велике князівство Литовське Королівство Польське | Кримське ханство                                                               | Поразка коаліції                                                                     |
| 1527                    | Набіг татар на Полісся - битва під Ольшаницею                      | Велике князівство Литовське Козаки | Кримське ханство                                                               | Перемога русько-литовських військ                                                    |
| 1534-1537               | Московсько-литовська війна                                         | Велике князівство Литовське Королівство Польське | Велике князівство Московське                                                   | Жодна із сторін не досягла бажаних успіхів                                           |
| 1538                    | Набіг козаків на Очаків                                            | Козаки | Кримське ханство                                                               | Перемога козаків                                                                     |
| 1541                    | Брацлавсько-Вінницьке повстання                                    | Українці | Велике князівство Литовське Королівство Польське                               | Поразка повсталих міщан                                                              |
| 1556                    | Московсько-козацький похід на татар                                | Московське царство Козаки | Кримське ханство                                                               | Перемога московсько-козацьких військ                                                 |
| 1557                    | Турецько-татарський похід на Хортицю                               | Козаки | Кримське ханство Османська імперія Молдовське князівство                       | Поразка козаків і зруйнування турецько-татарськими військами фортеці                 |
| 1558-1583               | Лівонська війна                                                    | Лівонська конфедерація Велике князівство Литовське (до 1569) Королівство Польське (до 1569) Королівство Швеція Військо Запорозьке Данія-Норвегія Річ Посполита (з 1569) | Московське царство Лівонське королівство Головне Донське військо               | Перемога шведсько-датсько-норвежсько-козацько-посполитого союзу. Ям-Запольська угода |
| 1563                    | Міжусобна війна у Молдові                                          | Дмитро Вишневецький Бояри | Іоан II Якоб Гераклід Стефан VII Томша                                         | Розгром козацького військо та загибель Дмитра Вишневецького                          |

## Річ Посполита
| Час                            | Конфлікт                                                                                      | I сторона | II сторона                                               | Результат                                                                        |
| ------------------------------ | --------------------------------------------------------------------------------------------- | --- | -------------------------------------------------------- | -------------------------------------------------------------------------------- |
| 1574                           | Молдовсько-турецька війна - битва під Жиліштею - битва під Кагулом                            | Молдовське князівство Козаки | Османська імперія                                        | Поразка молдовсько-козацьких військ                                              |
| 1577                           | Походи Івана Підкови на Молдову                                                               | Іван Підкова | Молдовське князівство Османська імперія                  | Перемога козацького війська та проголошення Івана Підкови молдовським господарем |
| 1583                           | Похід козаків на Аккерман                                                                     | Козаки | Османська імперія                                        | Перемога козаків                                                                 |
| 1591-1593 - 1593               | Повстання Косинського - битва під П'яткою                                                     | Військо Запорозьке | Річ Посполита                                            | Нічия                                                                            |
| 1593-1606                      | Тринадцятирічна війна                                                                         | Австрійське ерцгерцогство Священна Римська імперія Угорське королівство Хорватське королівство Богемське королівство Трансильванське князівство Волоське князівство Молдовське князівство Військо Запорозьке Іспанське королівство Папська держава Венеційська республіка Саксонське курфюрство Велике герцогство Тосканське Феррарське герцогство Рагузька республіка Савойське герцогство Орден Святого Стефана Персія Сербські повстанці Болгарські повстанці | Османська імперія Кримське ханство Ногайська орда        | Зітваторокський мир                                                              |
| 1594-1596 - 1596 - 1596 - 1596 | Повстання Наливайка - битва під Білою Церквою - битва під Гострим Каменем - битва на Солониці | Військо Запорозьке | Річ Посполита                                            | Поразка повстанців                                                               |
| 1596-1637                      | Боротьба православних з уніатами у Києві                                                      | Православні | Уніати                                                   | Перемога православної громади                                                    |
| 1604                           | Похід козаків на Туреччину                                                                    | Військо Запорозьке | Османська імперія                                        | Поразка козаків                                                                  |
| 1608                           | Набіг козаків на Перекоп                                                                      | Військо Запорозьке | Османська імперія                                        | Взяття козаками фортеці                                                          |
| 1609                           | Набіг козаків на Кілію, Ізмаїл і Аккерман                                                     | Військо Запорозьке | Османська імперія                                        | Перемога козаків                                                                 |
| 1609-1618                      | Польсько-козацький похід на Москву                                                            | Річ Посполита Військо Запорозьке | Московське царство                                       | Поразка польсько-українського війська                                            |
| 1614                           | Набіг козаків на Трапезунд і Синоп                                                            | Військо Запорозьке | Османська імперія                                        | Перемога козаків                                                                 |
| 1616                           | Набіг козаків на Кафу, Сином і Трапезунд                                                      | Військо Запорозьке | Османська імперія                                        | Перемога козаків                                                                 |
| 1620-1621 - 1620 - 1621        | Польсько-турецька війна - битва під Цецорою - битва під Хотином                               | Річ Посполита Військо Запорозьке | Османська імперія Кримське ханство Молдовське князівство | Мирний договір                                                                   |
| 1625                           | Повстання Жмайла                                                                              | Військо Запорозьке | Річ Посполита                                            | Мирний договір                                                                   |
| 1626                           | Набіг татар на Русь - битва під Білою Церквою                                                 | Річ Посполита Військо Запорозьке | Кримське ханство                                         | Перемога польсько-українського війська                                           |
| 1630                           | Повстання Федоровича - Битва під Переяславом                                                  | Військо Запорозьке | Річ Посполита                                            | Мирний договір                                                                   |
| 1632-1634 - 1632               | Смоленська війна - облога Смоленська                                                          | Річ Посполита Військо Запорозьке | Московське царство Османська імперія Кримське ханство    | Мирний договір                                                                   |
| 1633-1634 - 1633 - 1633        | Польсько-турецька війна - Битва над Сасовим Рогом - Битва під Кам'янцем                       | Річ Посполита Військо Запорозьке | Османська імперія Кримське ханство Молдовське князівство | Нічия                                                                            |
| 1635                           | Повстання Сулими                                                                              | Військо Запорозьке | Річ Посполита                                            | Поразка повсталих козаків                                                        |
| 1637                           | Повстання Павлюка - битва під Кумейками                                                       | Військо Запорозьке | Річ Посполита                                            | Поразка повсталих козаків                                                        |
| 1638                           | Повстання Острянина - битва під Жовнином - битва під Говтвою - облога на Старці               | Військо Запорозьке | Річ Посполита                                            | Поразка повсталих козаків                                                        |
| 1644                           | Набіг татар на Річ Посполиту                                                                  | Річ Посполита Військо Запорозьке | Кримське ханство                                         | Перемога польсько-українського війська                                           |

## Гетьманщина
| Час | Конфлікт | I сторона | II сторона | Результат                                                                        |
| --- | --- | --- | --- | -------------------------------------------------------------------------------- |
| 1648-1654 - 1648 - 1648 - 1648 - 1648 - 1648 - 1649 - 1649 - 1649 - 1651 - 1651 - 1651 - 1651 - 1651 - 1652 - 1653 - 1653 - 1653 | Повстання Богдана Хмельницького - битва під Жовтими Водами - битва під Корсунем - битва під Махнівкою - битва під Старокостянтиновом - битва під Пилявцями - битва під Збаражем - битва під Зборовом - битва під Лоєвом - битва під Липівцем - битва під Лоєвом - битва під Берестечком - битва під Таборівкою - битва під Білою Церквою - битва під Батогом - битва під Финтою - облога Сучави - битва під Жванцем | Гетьманщина Кримське ханство | Річ Посполита Кримське ханство | Постання держави Війська Запорозького — Гетьманщини, послаблення Речі Посполитої |
| 1653 - 1653 - 1653 | Сучавська кампанія Тимофія Хмельницького - битва під Яссами - битва під Фокшанами | Тимофій Хмельницький Василь Лупул | Молдовське князівство Князівство Волощина Князівство Трансильванія | Поразка козаків, загибель Тимоша Хмельницького                                   |
| 1654-1667 - 1655 - 1655 - 1657 - 1657 - 1657 - 1659 - 1660 - 1664 - 1665                                                         | Російсько-польська війна - битва під Охматовим - битва під Городком - битва під Магеровом - битва під Чорним Островом - битва під Теребовлею - битва під Конотопом - битва під Чудновим - оборона Глухова - битва під Ставищами | Річ Посполита Правобережна Україна Кримське ханство | Московське царство Лівобережна Україна | Мирний договір                                                                   |
| 1659 | Повстання Богуна | Іван Виговський Кримське ханство | Іван Богун | Поразка Івана Виговського                                                        |
| 1655-1660 - 1657 | Північна війна - битва під Чорним Островом | Бранденбург Гетьманщина Королівство Швеція Князівство Трансильванія | Річ Посполита Священна Римська імперія Московське царство Кримське ханство | Мирний договір                                                                   |
| 1666-1671 - 1666 - 1667 - 1667 - 1671 - 1671                                                                                     | Польсько-козацько-татарська війна - битва під Браїловим - битва під Підгайцями - похід на Крим - битва під Брацлавом - битва під Кальником | Гетьманщина Кримське ханство | Річ Посполита | Початок польсько-турецької війни                                                 |
| 1672-1676 - 1672 - 1672 - 1672 - 1672                                                                                            | Польсько-турецька війна - битва під Ладижином - битва під Краснобродом - битва під Немировом - битва під Комарним | Османська імперія Кримське ханство Гетьманщина | Річ Посполита Князівство Волощина | Мирний договір                                                                   |
| 1676-1681 - 1677 - 1678 | Російсько-турецька війна - битва під Чигирином - битва під Чигирином | Московське царство Правобережна Україна | Османська імперія Кримське ханство Лівобережна Україна | Мирний договір                                                                   |
| 1683-1699 - 1683-1684 - 1683 - 1686 - 1689                                                                                       | Війна Священної ліги - похід Куницького на Правобережжя і Молдову - битва під Віднем - похід на Крим козацько-московського війська - похід на Крим козацько-московського війська | Священна Римська імперія Річ Посполита Правобережна Україна (до 1669, з 1683) Московське царство Лівобережна Україна Угорське королівство Венеційська республіка Савойське герцогство Королівство Іспанія Госпітальєри                           | Османська імперія Кримське ханство Князівство Трансильванія Князівство Волощина Молдовське князівство Правобережна Україна (1669—1683)                                                                         | Перемога коаліції                                                                |
| 1702-1704 - 1702 - 1702 | Повстання Палія - битва під Бердичевом - битва під Білою Церквою | Військо Запорозьке | Річ Посполита | Поразка повсталих козаків                                                        |
| 1700-1721 - 1708 - 1709 | Велика Північна війна - взяття Батурина - битва під Полтавою - каральна експедиція російських військ на Україну - похід Пилипа Орлика на Правобережжя | Королівство Швеція Османська імперія Гетьманщина Військо Запорозьке низове Річ Посполита Королівство Великої Британії | Московське царство Річ Посполита Гетьманщина Прусське королівство Ганновер | Поразка шведської коаліції                                                       |
| 1722-1723 | Перський похід Петра І | Російська імперія Гетьманщина Картлійське царство Кабарда Шамхальство Тарковське Калмицьке ханство Хамс Вірменські повстанці | Персія Османська імперія Отемишське султанство Кайгацьке уцмійство Казикумухське ханство Лезгінські повстанці                                                                                                  | Мирний договір. Поділ Кавказу між Російською та Османською імперіями             |
| 1735-1739 | Російсько-турецька війна | Російська імперія Гетьманщина Священна Римська імперія | Османська імперія Кримське ханство | Мирний договір                                                                   |
| 1756-1763 | Семирічна війна | Прусське королівство Британська імперія Ганноверське королівство Португальське королівство Гессен-Кассельське ландграфство Брауншвейг-Люнебурзьке герцогство Ірокезька конфедерація Бенгальська суба Російська імперія (1762) Гетьманщина (1762) | Австрійська монархія Французьке королівство Російська імперія (1757—1761) Гетьманщина (1757—1761) Королівство Швеція Іспанська імперія Саксонське курфюрство Неаполітанське королівство Сардинське королівство | Перемога Пруссько-Англо-Ганноверської коаліції                                   |
| 1767-1770 | Кліщинське повстання | Козаки та селяни | Малоросійська колегія | Придушення повстання                                                             |
| 1768-1769 - 1768 | Коліївщина - взяття Умані | Гайдамаки | Річ Посполита Російська імперія | Поразка повстання                                                                |
| 1768-1774 | Російсько-турецька війна | Російська імперія Військо Запорозьке низове | Османська імперія Кримське ханство | Мирний договір                                                                   |

## У складі Австро-Угорської та Російської імперій
| Час                                          | Конфлікт | I сторона | II сторона | Результат                                                                                |
| -------------------------------------------- | --- | --- | --- | ---------------------------------------------------------------------------------------- |
| 1787-1792                                    | Російсько-турецька війна                                                                                       | Російська імперія • Військо Вірних Запорожців • Катеринославське козацьке військо Священна Римська імперія • Банатська Січ | Османська імперія • Задунайське козацьке військо | Перемога Російської імперії                                                              |
| 1789-1793                                    | Турбаївське повстання                                                                                          | Закріпачені селяни | Російська імперія | Поразка повстанців                                                                       |
| 1811-1814                                    | Дунайська міжкозацька війна                                                                                    | Задунайське козацьке військо (українські козаки) | Військо козаків-некрасівців (російські козаки) | Перемога Задунайського козацького війська                                                |
| 1812                                         | Франко-російська війна                                                                                         | Російська імперія • Українські полки • Чорноморське козацьке військо • Бузьке козацьке військо Сполучене Королівство Великої Британії та Ірландії Швеція | Перша Французька імперія Австрійська імперія Прусське королівство Швейцарія Рейнський союз Королівство Італія Варшавське герцогство Іспанія                                                                                                 | Перемога Російської імперії                                                              |
| 1813-1814                                    | Війна шостої коаліції                                                                                          | Російська імперія • Українські полки • Чорноморське козацьке військо • Бузьке козацьке військо Сполучене Королівство Великої Британії та Ірландії Швеція Іспанія Австрійська імперія Прусське королівство Португальське королівство Сицилійське королівство Сардинське королівство Саксонське королівство Баварське королівство Вюртемберзьке королівство | Перша французька імперія Швейцарія Рейнський союз Італійське королівство Варшавське герцогство Неаполітанське королівство Данія | Перемога коаліції                                                                        |
| 1817                                         | Повстання бузьких козаків 1817 року                                                                            | Бузькі козаки | Російська імперія | Поразка бузьких козаків                                                                  |
| 1817-1864                                    | Велика Кавказька війна                                                                                         | Російська імперія • Чорноморське козацьке військо (до 1860) • Кубанське козацьке військо (з 1860) Гурійське князівство Князівство Сванетія Абхазьке князівство Мегрельське князівство Шамхальство Тарковське Кюрінське ханство Ілісуйський султанат (до 1844)                                                                                             | Велика Кабарда Черкесія Північно-Кавказький імамат Аварське ханство Казикумухське ханство Мехтулінське ханство Кайтазьке уцмійство Ілісуйський султанат (з 1844) Абхазькі повстанці Інгушські вільні товариства Чеченські вільні товариства | Завоювання Північного Кавказу Російською імперією                                        |
| 1819                                         | Чугуївське повстання                                                                                           | Військові поселенці і селяни | Російська імперія | Поразка повстанців                                                                       |
| 1826                                         | Повстання Чернігівського полку                                                                                 | Південне товариство декабристів | Російська імперія | Поразка повсталих декабристів                                                            |
| 1828-1829                                    | Російсько-турецька війна                                                                                       | Російська імперія • Чорноморське козацьке військо • Дунайське козацьке військо • Перебіжчики з Задунайського козацького війська | Османська імперія - Задунайське козацьке військо | Перемога Росії, здобуття Грецією незалежності, Сербією, Молдовою та Валахією — автономії |
| 1829                                         | Шебелинське повстання                                                                                          | Українці | Російська імперія | Поразка повстанців                                                                       |
| 1853-1856                                    | Кримська війна                                                                                                 | Російська імперія • Чорноморське козацьке військо • Азовське козацьке військо • Дунайське козацьке військо | Османська імперія • «Султанські козаки» Франція Велика Британія Сардинія | Мирний договір                                                                           |
| 1855                                         | Київська козаччина                                                                                             | «Вільні козаки» | Російська імперія | Поразка «козаків»                                                                        |
| 1863-1864 - 1863                             | Січневе повстання - бій під Мирополем                                                                          | Повстанці | Російська імперія | Придушення повстання                                                                     |
| 1902                                         | Ковалівське повстання                                                                                          | Українці | Російська імперія | Придушення повстання                                                                     |
| 1905                                         | Полтавсько-Харківське селянське повстання                                                                      | Українці | Російська імперія | Придушення повстання                                                                     |
| 1914-1918 - 1914 - 1915 - 1915 - 1916 - 1917 | I світова війна - Галицька битва - бої за гору Маківку - Горлицький прорив - Луцький прорив - V Галицька битва | Австро-Угорщина • Українські січові стрільці Німецька імперія | Російська імперія | Постання нових незалежних держав у Східній та Центральній Європі                         |

## Перші визвольні змаганнята міжвоєнний період
| Час                                   | Конфлікт | I сторона                                              | II сторона                                                        | Результат                                                                 |
| ------------------------------------- | --- | ------------------------------------------------------ | ----------------------------------------------------------------- | ------------------------------------------------------------------------- |
| 1917-1921                             | Українська революція                                                                                             | УНР ЗУНР                                               | Російська республіка Австро-Угорщина                              | Створення української державності                                         |
| 1917-1921 - 1918 - 1918 - 1918 - 1919 | Радянсько-українська війна - битва під Крутами - Кримська операція - Львівське повстання - бої за Вапнярку       | УНР ЗУНР КНР                                           | РРФСР УСРР Далекосхідна республіка                                | Окупація УНР більшовицькими військами                                     |
| 1917-1918 - 1918                      | Кримсько-більшовицька війна - Кримська операція                                                                  | КНР УНР                                                | РРФСР                                                             | Окупація Криму більшовицькими військами                                   |
| 1918                                  | Антигетьманське повстання - битва під Мотовилівкою                                                               | Директорія УНР                                         | Українська Держава                                                | Повалення гетьмана Скоропадського, відновлення УНР                        |
| 1918-1919 - 1918 - 1918 - 1919 - 1919 | Польсько-українська війна - Листопадовий чин - битва за Перемишль - Вовчухівська операція - Чортківська офензива | ЗУНР УНР Гуцульська республіка Команчанська Республіка | II Польська Республіка Румунське королівство УДР Чехословаччина   | Розділ ЗУНР між Румунією, Чехословаччиною та Польщею                      |
| 1919                                  | Походи УГА на Закарпаття                                                                                         | ЗУНР Гуцульська республіка                             | УДР Румунське королівство Чехословаччина                          | Возз'єднання Гуцульської республіки з ЗУНР. Вивід частин УГА з Закарпаття |
| 1919                                  | Хотинське повстання                                                                                              | Хотинська директорія                                   | Румунське королівство                                             | Поразка директорії                                                        |
| 1919-1921 - 1920 - 1920               | Польсько-радянська війна - Київська операція - битва під Варшавою                                                | II Польська Республіка УНР Холодноярська республіка    | РРФСР УСРР                                                        | Поділ України між Польщею та УСРР                                         |
| 1930                                  | Павлоградське повстання 1930                                                                                     | Українські повстанці                                   | СРСР                                                              | Поразка українських повстанців                                            |
| 1930                                  | Повстання селян Шепетівської округи                                                                              | Українські повстанці                                   | СРСР                                                              | Поразка українських повстанців                                            |
| 1931                                  | Драбівське повстання                                                                                             | Українські повстанці                                   | СРСР                                                              | Поразка українських повстанців                                            |
| 1939                                  | Угорсько-українська війна - бій на Красному полі                                                                 | Карпатська Україна                                     | Угорське королівство II Польська Республіка Румунське королівство | Поразка України                                                           |

## II Світова війна
| Час | Конфлікт | I сторона                                   | II сторона | Результат                                  |
| --- | --- | ------------------------------------------- | --- | ------------------------------------------ |
| 1939-1940 | Радянсько-фінська війна | СРСР - УРСР                                 | Фінляндія Шведський Добровольчий Корпус                                                                                | Перемога СРСР                              |
| 1939-1945 - 1941 - 1941 - 1941 - 1942 - 1942 - 1942 - 1941 - 1942 - 1943 - 1943 - 1943 - 1943 - 1943 - 1943 - 1943 - 1944 - 1944 - 1944 - 1944 - 1944 - 1944 | Східноєвропейський театр воєнних дій - битва під Уманню - оборона Одеси - битва за Київ - Ізюм-Барвінківська операція - битва за Харків - битва за Керч - оборона Севастополя - Воронезько-Ворошиловградська операція - битва за Харків - битва на Курській дузі - Бєлгородсько-Харківська операція - битва за Дніпро - Дніпровська повітряно-десантна операція - битва за Київ - Житомирсько-Бердичівська операція - Корсунь-Шевченківська операція - Березнеговато-Снігурівська операція - битва за Правобережну Україну - Умансько-Ботошанська операція - Бродівське оточення - Дніпровсько-Карпатська операція | СРСР • УРСР Войовнича Польща Чехословаччина | III Рейх • ДУН • УВВ •14-а гренадерська дивізія Ваффен СС «Галичина» • УНА Італійське королівство Угорське королівство | Перемога коаліції                          |
| 1942-1955 - 1944 - 1945 - 1945 - 1946 - 1955 | Боротьба УПА проти радянської влади - бій під Гурбами - бій під Жовквою - Грубешівська операція - бій під Радеховом - бій у с. Сушки | УПА Українська Держава                      | СРСР | Поразка УПА                                |
| 1942-1944 - 1942 - 1943 - 1943 - 1943 - 1943 - 1943 - 1943 - 1943 - 1943 - 1944                                                                              | Боротьба УПА проти німецьких окупантів - бій біля села Городець - бій біля села Висоцьк - бій біля Володимирця - акція проти німецьких карателів на Рівенщині - бій під Костополем - бій біля села Постійне - бій з німецьким каральним загоном поблизу села Велика Любаша - наступ УПА на Янову Долину - бій біля села Новий Загорів - бій на горі Лопата | УПА Українська Держава                      | III Рейх | Перемога УПА                               |
| 1943-1944 | Волинська трагедія | УПА Українська Держава                      | АК | Жодна із сторін не досягла бажаних успіхів |

## ПісляII Світової війни
| Час       | Конфлікт            | I сторона                                      | II сторона          | Результат                                                            |
| --------- | ------------------- | ---------------------------------------------- | ------------------- | -------------------------------------------------------------------- |
| 1979-1989 | Війна в Афганістані | СРСР - УРСР Демократична Республіка Афганістан | Афганські моджахеди | Вивід радянських військ. Повалення прорадянського уряду Афганістану. |

## Сучасний період
| Час                                    | Конфлікт | I сторона                            | II сторона                   | Результат       |
| -------------------------------------- | --- | ------------------------------------ | ---------------------------- | --------------- |
| 2001                                   | Конфлікт у Македонії                                                                                                  | Македонія Україна (постачання зброї) | Албанські сепаратисти        | Охридська угода |
| 2014—??? - 2014 - 2014—2022 - 2022—??? | Російсько-українська війна - Російська інтервенція до Криму - Війна на сході України - Російське вторгнення в Україну | Україна                              | Росія - ДНР - ЛНР - Білорусь |                 |

## Миротворчі Операції
Участь України у миротворчих місіях ООН завершено у звʼязку з повномаштабним вторгненням Росії.
| Номер | Роки                                      | Назва | Місце                         | Постійна військова численність | Втрати |
| ----- | ----------------------------------------- | --- | ----------------------------- | ------------------------------ | ------ |
| 1     | 1992-1995                                 | Сили ООН по охороні (UNPROFOR)                                                                                | Югославія                     | 1303                           | 15     |
| 2     | 1993                                      | Гуманітарна місія в горах Сванетії                                                                            | Грузія                        | 106                            | немає  |
| 3     | 1994-2000                                 | Місія ООН у Таджикистані                                                                                      | Таджикистан                   | 21                             | немає  |
| 4     | 1995-1999                                 | Сили втілення (IFOR), Сили стабілізації (SFOR) у Боснії і Герцеговині                                         | Боснія і Герцоговина          | 400                            | 2      |
| 5     | 1995-1999                                 | Місія ООН превентивного розгортання в Македонії (UNPREDER)                                                    | Македонія                     | 1                              | немає  |
| 6     | 1996-1998                                 | Тимчасова адміністрація Організації Об'єднаних Націй для Східної Славонії, Барані та Західного Срема (UNTAES) | Славонія                      | 511                            | немає  |
| 7     | 1996-1999                                 | Місія ООН в Анголі (MONUA)                                                                                    | Ангола                        | 216                            | 1      |
| 8     | 1996-2002                                 | Місія ООН на півострові Превлака (UNMOP)                                                                      | Хорватія                      | 2                              | немає  |
| 9     | 1997                                      | Місія ООН у Гватемалі (MINUGUA)                                                                               | Гватемала                     | 8                              | немає  |
| 10    | 1998-2001                                 | Місія ОБСЄ з верифікації у Косово (Kosovo Verification Mission)                                               | Косово                        | 23                             | немає  |
| 11    | 1999-2003                                 | Міжнародні сили з підтримки миру в Косово — КФОР                                                              | Косово                        | 149                            | 4      |
| 12    | 1999-2005                                 | Місія ОБСЄ у Грузії                                                                                           | Грузія                        | 530                            | немає  |
| 13    | 2000-2006                                 | Тимчасові сили ООН у Лівані (UNIFIL)                                                                          | Ліван                         | 650                            | немає  |
| 14    | 2000-2001                                 | Міжнародні сили сприяння безпеці                                                                              | Афганістан                    | 1                              | немає  |
| 15    | 2001-2005                                 | Місія ООН у Сьєрра-Леоне (UNAMSIL)                                                                            | Сьєрра-Леоне                  | 530                            | 6      |
| 16    | 2003                                      | Гуманітарна місія в Державі Кувейт (UNIKOM)                                                                   | Кувейт                        | 448                            | немає  |
| 17    | 2004-2008                                 | Українська миротворча місія в Ефіопії та Еритреї                                                              | Ефіопія Еритрея               | 7                              | немає  |
| 18    | 2005-2008                                 | Українська миротворча місія в Іраку                                                                           | Ірак                          | 1690                           | 18     |
| 19    | 2008-2009                                 | Місія ООН у Грузії                                                                                            | Грузія                        | 37                             | немає  |
| 20    | з 2000, військовий контингент з 2012-2022 | Українська миротворча операція у Демократичній Республіці Конго (МООНСДРК)                                    | Демократична Республіка Конго | 13                             | немає  |
| 21    | 2003-2018                                 | Українська миротворча місія в Ліберії (Місія ООН у Ліберії)                                                   | Ліберія                       | 275                            | 5      |
| 22    | 2010-2017                                 | Операція ООН в Кот-д'Івуарі                                                                                   | Кот-д'Івуар                   | 56                             | немає  |
| 23    | 2019-2022                                 | Багатопрофільна комплексна місія ООН зі стабілізації в Малі (MINUSMA)                                         | Малі                          | 20                             | немає  |

## Місця української слави
- більшого розміру — міста (з підписом, якщо населення понад 25 тис. осіб);
- меншого розміру — села, селища і смт